# 26248 Longenecker
26248 Longenecker è un asteroide della fascia principale. Scoperto nel 1998, presenta un'orbita caratterizzata da un semiasse maggiore pari a 2,2733957 UA e da un'eccentricità di 0,1651320, inclinata di 2,96433° rispetto all'eclittica.